# هوفکیرشن ایم مولکرایس
هوفکیرشن ایم مولکرایس (به آلمانی: Hofkirchen im Mühlkreis) یک منطقهٔ مسکونی در اتریش است که در ناحیه رورباخ واقع شده‌است. هوفکیرشن ایم مولکرایس ۲۳ کیلومتر مربع مساحت دارد ۶۰۱ متر بالاتر از سطح دریا واقع شده‌است.